# Akureyri
Die Stadt und Gemeinde Akureyri ['aːkʏˌrɛiˑrɪ] anhörenⓘ  ist mit 19.893 Einwohnern (Stand: 1. Januar 2023) nach Reykjavík und dessen beiden Vororten Kópavogur und Hafnarfjörður die viertgrößte Stadt Islands.
Die Hafenstadt stellt das größte Bevölkerungszentrum außerhalb des Hauptstadtbezirks und das größte Dienstleistungszentrum im Norden des Landes dar.
Zum Gemeindegebiet gehört seit dem 31. Mai 2009 auch die Insel Grímsey.

## Geographie

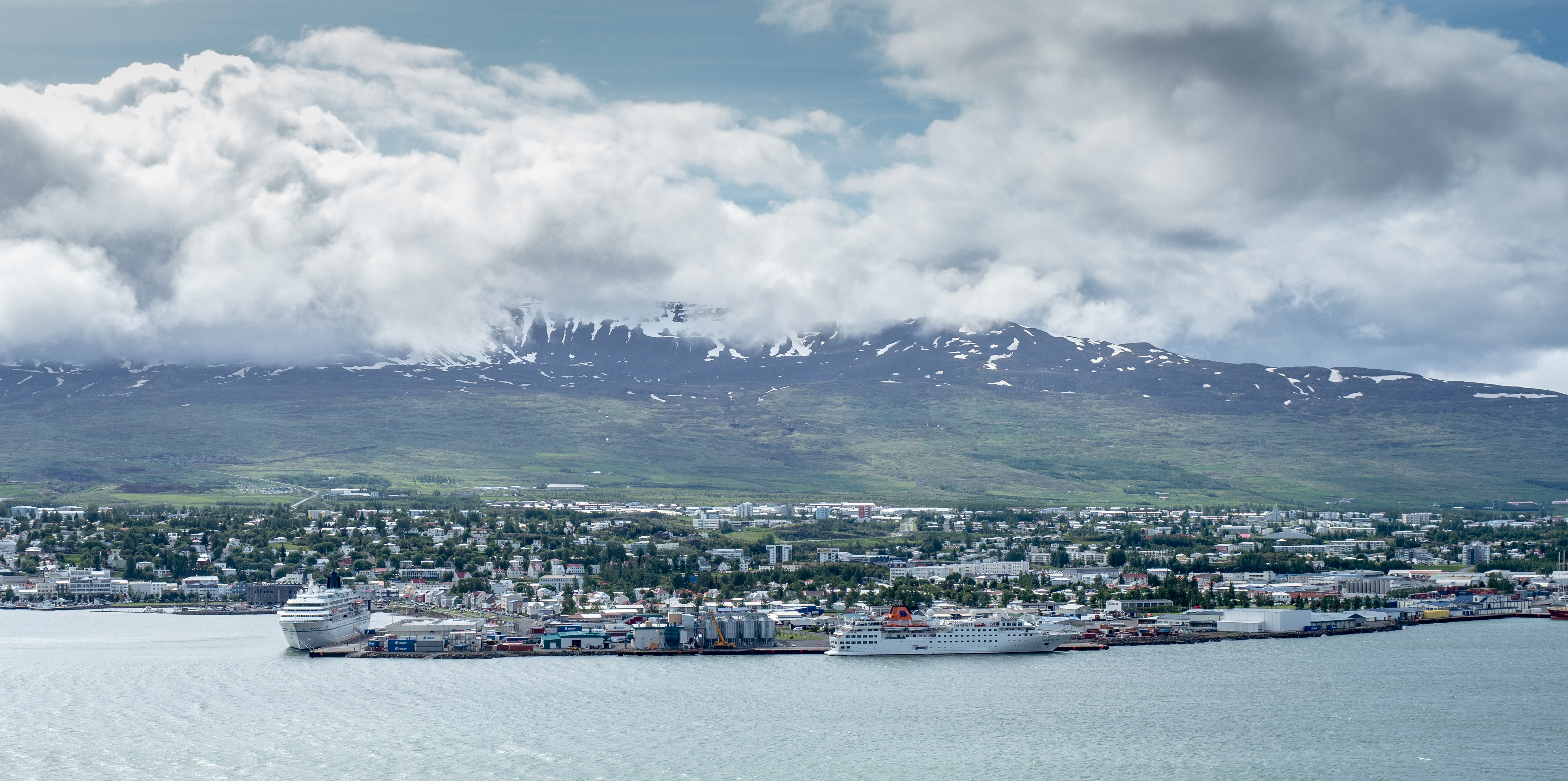
Akureyri mit Eyjafjörður

Akureyri liegt am Ufer des weit ins Land hineinreichenden Fjords Eyjafjörður und des Flusses Glerá. Westlich liegt die gebirgige Halbinsel Tröllaskagi mit dem Öxnadalur. Nordwestlich von Akureyri liegt der nächste größere Ort, Dalvík und die Gemeinde Hörgársveit.
Akureyris Hausberg Súlur befindet sich südsüdwestlich der Stadt. Südlich liegt die Gemeinde Eyjafjarðarsveit mit dem Ort Hrafnagil und dem Fluss Eyjafjarðará. Nordöstlich von Akureyri liegt der Ort Svalbarðseyri in der Gemeinde Svalbarðsströnd. Östlich von Akureyri liegt die Gemeinde Þingeyjarsveit.
Akureyri liegt nur rund 50 Kilometer südlich des Nördlichen Polarkreises, der über die von dort aus mit Flugzeug und Fähre erreichbare Insel Grímsey verläuft. Die Stadt eignet sich gut als Ausgangspunkt zu anderen Sehenswürdigkeiten im Norden Islands, etwa zu den Wasserfällen Aldeyjarfoss und Goðafoss sowie zum See Mývatn mit seinen vulkanischen Erscheinungen und nach Húsavík zur Walbeobachtung.
Vor der Stadt Akureyri im Fjord Eyjafjörður liegen weiße Raucher.

### Klima

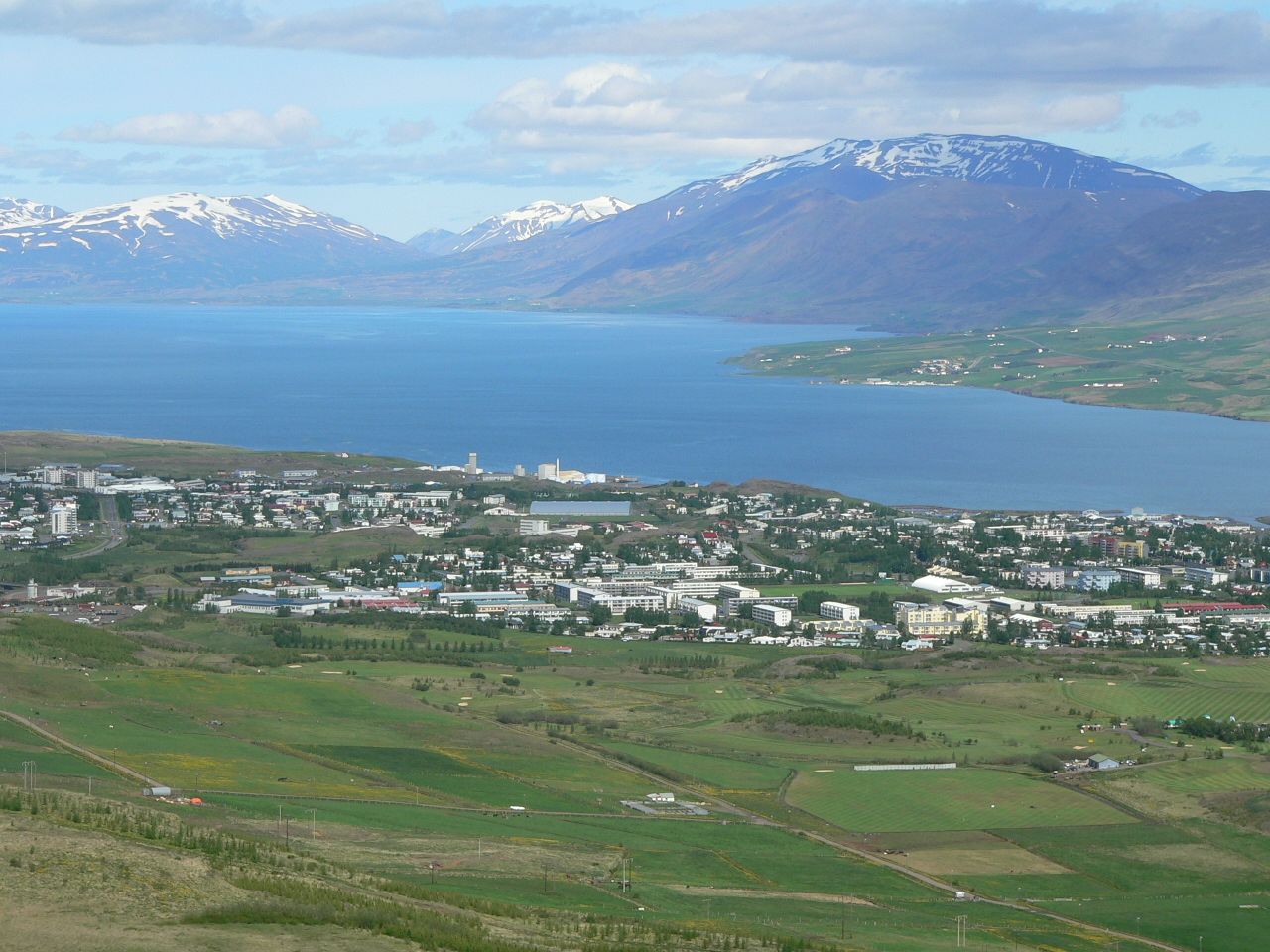
Blick von Hamrar über den Eyjafjörður und Akureyri

Entsprechend seiner nördlichen Küstenlage weist Akureyri ein maritim-polares Klima mit vergleichsweise milden Wintern und kühlen Sommern auf.
Die Mitteltemperatur der kältesten Monate (Januar, Februar) beträgt etwa −1,5 °C. Im Juli wird eine Mitteltemperatur von 11 °C erreicht. Die Jahresmitteltemperatur beträgt 4 °C, die Temperaturextreme liegen bei −23,2 °C (1947) und +28,8 °C (2008).
Im Jahr fällt ein Niederschlag von rund 450 Millimeter, und die Sonne scheint knapp 1000 Stunden, was für die Nordküste Islands typisch ist.
|                       | Jan  | Feb  | Mär  | Apr  | Mai | Jun  | Jul  | Aug  | Sep | Okt  | Nov  | Dez  |   |      |
| Mittl. Tagesmax. (°C) | 0,9  | 1,7  | 2,1  | 5,4  | 9,5 | 13,2 | 14,5 | 13,9 | 9,9 | 5,9  | 2,6  | 1,3  | ⌀ | 6,8  |
| Mittl. Tagesmin. (°C) | −5,5 | −4,7 | −4,2 | −1,5 | 2,3 | 6,0  | 7,5  | 7,1  | 3,5 | −0,4 | −3,0 | −5,1 | ⌀ | 0,2  |
|                       |      |      |      |      |     |      |      |      |     |      |      |      |   |      |
| Niederschlag (mm)     | 55   | 43   | 43   | 29   | 19  | 28   | 33   | 34   | 39  | 58   | 54   | 53   | Σ | 488  |
|                       |      |      |      |      |     |      |      |      |     |      |      |      |   |      |
| Regentage (d)         | 13   | 13   | 11   | 11   | 7   | 8    | 11   | 11   | 12  | 14   | 13   | 15   | Σ | 139  |
|                       |      |      |      |      |     |      |      |      |     |      |      |      |   |      |
| Wassertemperatur (°C) | 4    | 4    | 4    | 4    | 5   | 7    | 8    | 8    | 8   | 6    | 5    | 4    | ⌀ | 5,6  |
|                       |      |      |      |      |     |      |      |      |     |      |      |      |   |      |
| Luftfeuchtigkeit (%)  | 82   | 82   | 82   | 80   | 77  | 75   | 79   | 79   | 80  | 83   | 83   | 83   | ⌀ | 80,4 |

| −5,5 |

| −4,7 |

| −4,2 |

| −1,5 |

| 2,3 |

| 6,0 |

| 7,5 |

| 7,1 |

| 3,5 |

| −0,4 |

| −3,0 |

| −5,1 |

| −5,5 |

| −4,7 |

| −4,2 |

| −1,5 |

| 2,3 |

| 6,0 |

| 7,5 |

| 7,1 |

| 3,5 |

| −0,4 |

| −3,0 |

| −5,1 |

## Geschichte

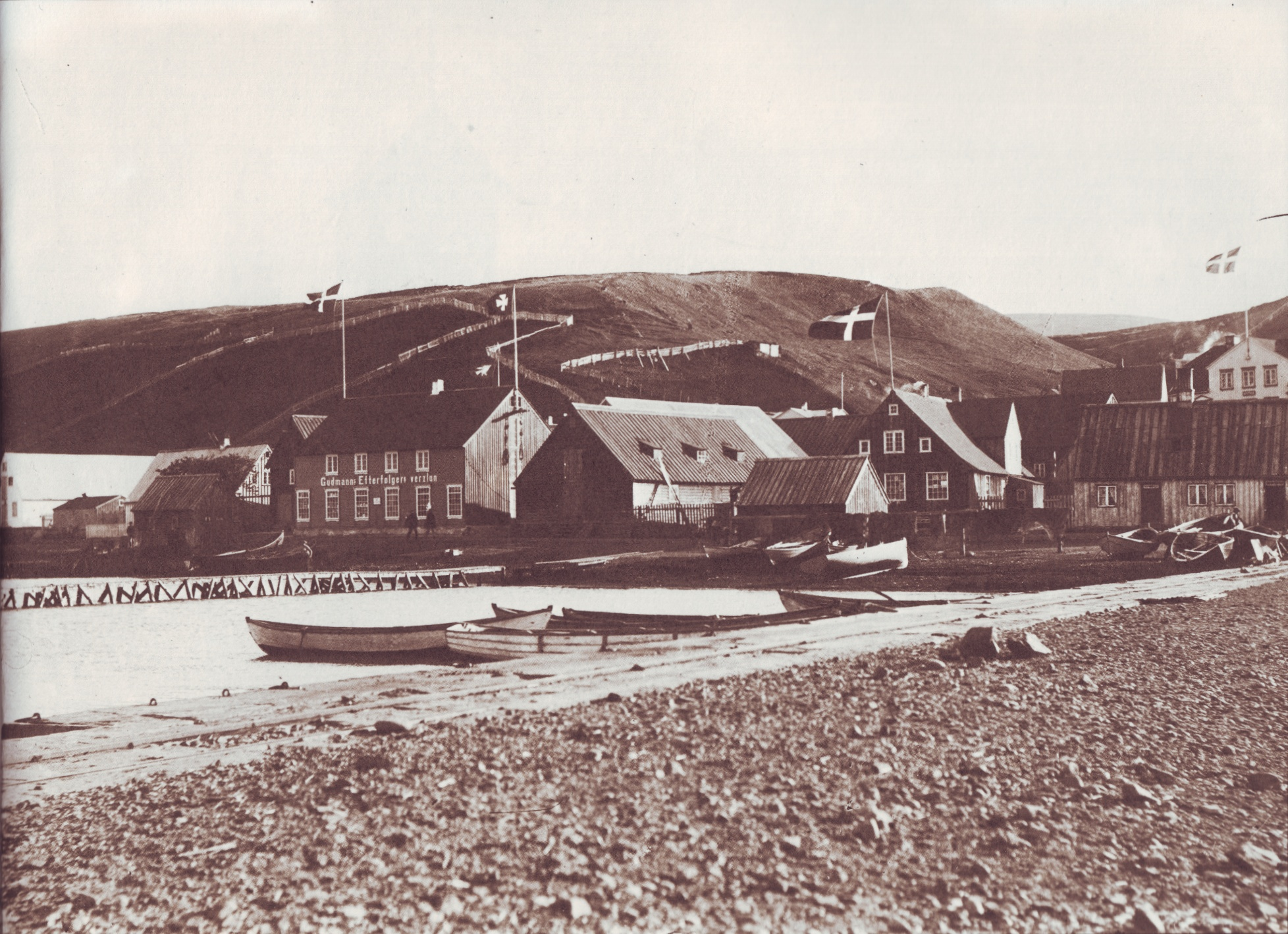
Akureyri (Ende 19. Jahrhundert)

Die ersten Siedler errichteten ihre Bauernhöfe am Fjord um das Jahr 1000.
Die Stadt wurde 1602 als Handelsposten der Dänen gegründet. Diese hatten festgestellt, dass der Ort wegen des steil abfallenden Meeresbodens günstig für die Anlage eines Hochseehafens war.
Akureyri blühte nach und nach auf und erhielt 1786 das Stadtrecht. Der Ort blieb noch weitere hundert Jahre recht klein und bestand nur aus wenigen Häusern.
Dies änderte sich mit dem Ende des 19. Jahrhunderts und der damit verbundenen Aufhebung der Handelsrestriktionen (vgl. Geschichte Islands). Schon nach 1840 war die Stadt durch den Zuzug von Handwerkern und Lohnarbeitern merklich angewachsen. Während die Kaufleute im südlichen Teil des Ortes lebten, ließen sich die Handwerker im Norden (im Stadtteil Oddeyri) nieder. Zwischen den beiden Stadtteilen gab es lange ständige Zwistigkeiten. Sogar das Gymnasium (menntaskóli) wurde genau auf der Grenzlinie angesiedelt, die noch extra ausgemessen wurde.
Schließlich erlebte die Stadt ab 1900 einen stürmischen Aufschwung, nachdem eine Handelsgesellschaft (Kaupfélag Eyfirðinga og Akureyrar) gegründet wurde und mit ihren Geschäften, Lagerhäusern und angeschlossenen Unternehmen für Prosperität sorgte. Der Ausbau der Trawlerfischerei bekam Akureyri gut.
Heute lebt man von den schon oben genannten Industrien, zu denen noch die Hightech-Industrie hinzukam. Außerdem gilt der Tourismus als Wachstumsfaktor.
Im September 1987 wurde die Universität Akureyri gegründet.
Am 1. August 2004 wurde die Landgemeinde Hrísey (Hríseyjarhreppur), eine Insel im Eyjafjörður, eingemeindet. Die Eingemeindung weiterer acht Gemeinden wurde von diesen in Referenden im Oktober 2005 abgelehnt. Seit dem 1. Juni 2009 gehört auch die Insel Grímsey zu Akureyri.

## Bevölkerung

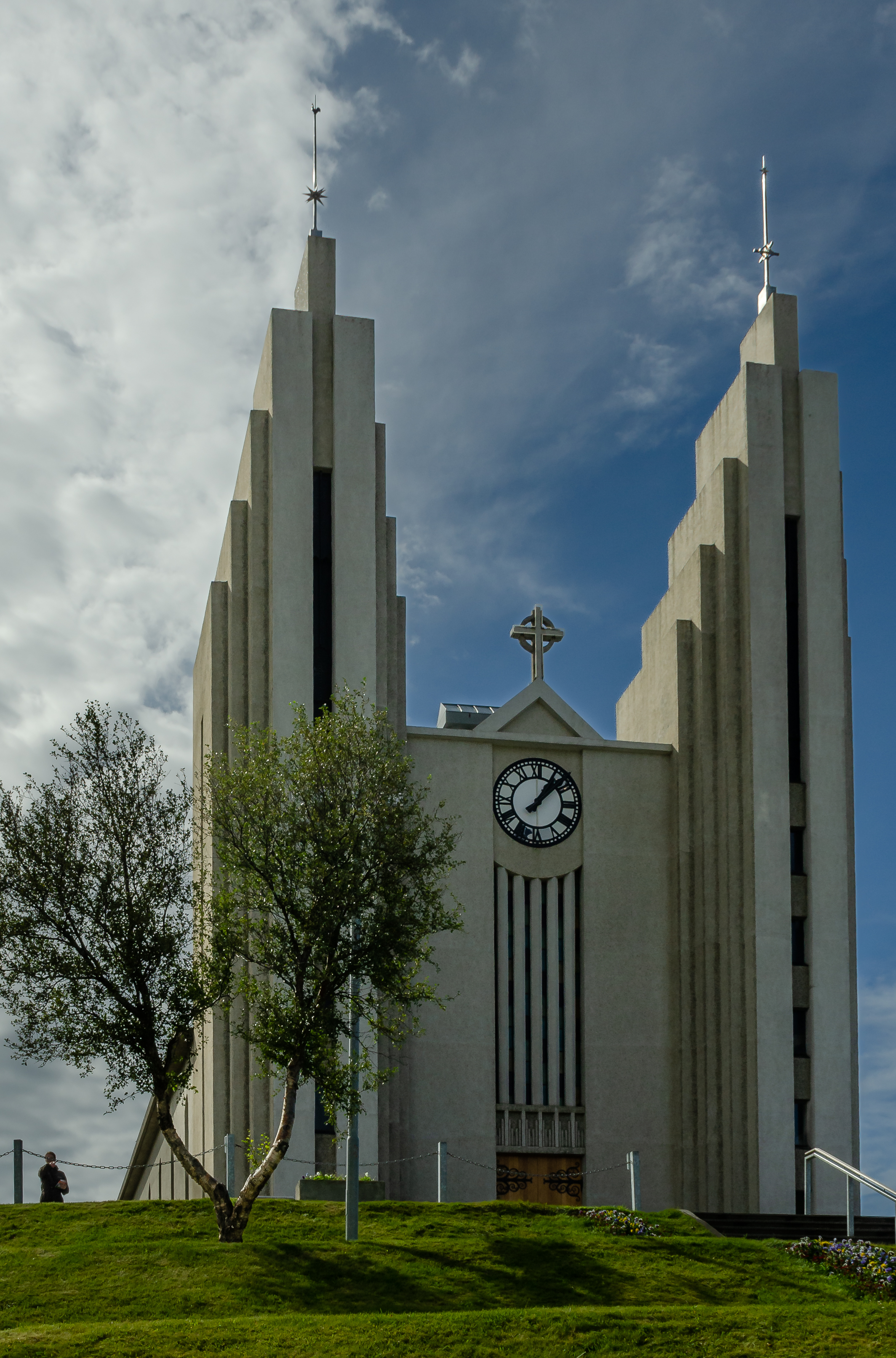
Guðjón Samúelssons Kirche von Akureyri, die Akureyrarkirkja

Im Gegensatz zu den meisten Gebieten außerhalb der Hauptstadt Reykjavík und ihrer Umgebung wächst die Bevölkerungszahl von Akureyri (1997 bis 2006: +10 %).
| Jahr | Einwohnerzahl              |
| ---- | -------------------------- |
| 1997 | 15.289 (Gebietsstand 2004) |
| 2003 | 16.228 (Gebietsstand 2004) |
| 2004 | 16.450                     |
| 2005 | 16.736                     |
| 2006 | 16.822                     |
| 2007 | 17.253                     |
| 2009 | 17.633                     |

## Wirtschaft

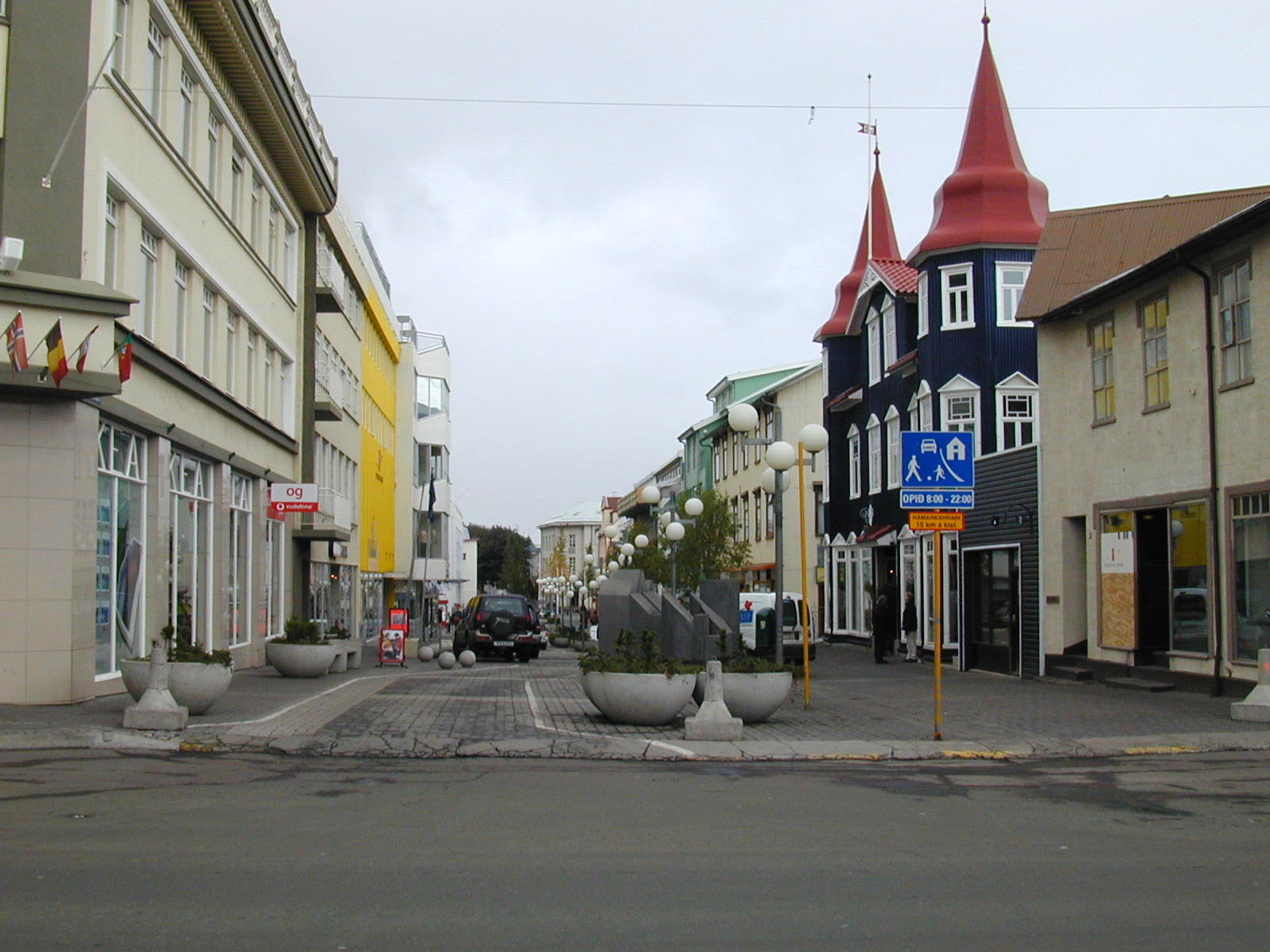
Innenstadt von Akureyri

Zahlreiche Industriebetriebe haben sich in Akureyri angesiedelt. Neben der woll- und der fischverarbeitenden Industrie gibt es eine große Brauerei.

## Verkehr
Die Stadt liegt an der Ringstraße 1. Sie besitzt einen eigenen Flughafen, dessen Landebahn zum größten Teil in den Fjord hinein gebaut wurde, sowie einen Hafen, der auch von Kreuzfahrtschiffen angelaufen wird. Weltweit einmalig sind die Verkehrsampeln, deren Rotlicht in Herzform strahlt. Die Ampeln wurden nach dem Finanzcrash im Jahr 2008 umgerüstet, um den Einwohnern einen Anreiz zum positiven Denken zu vermitteln.

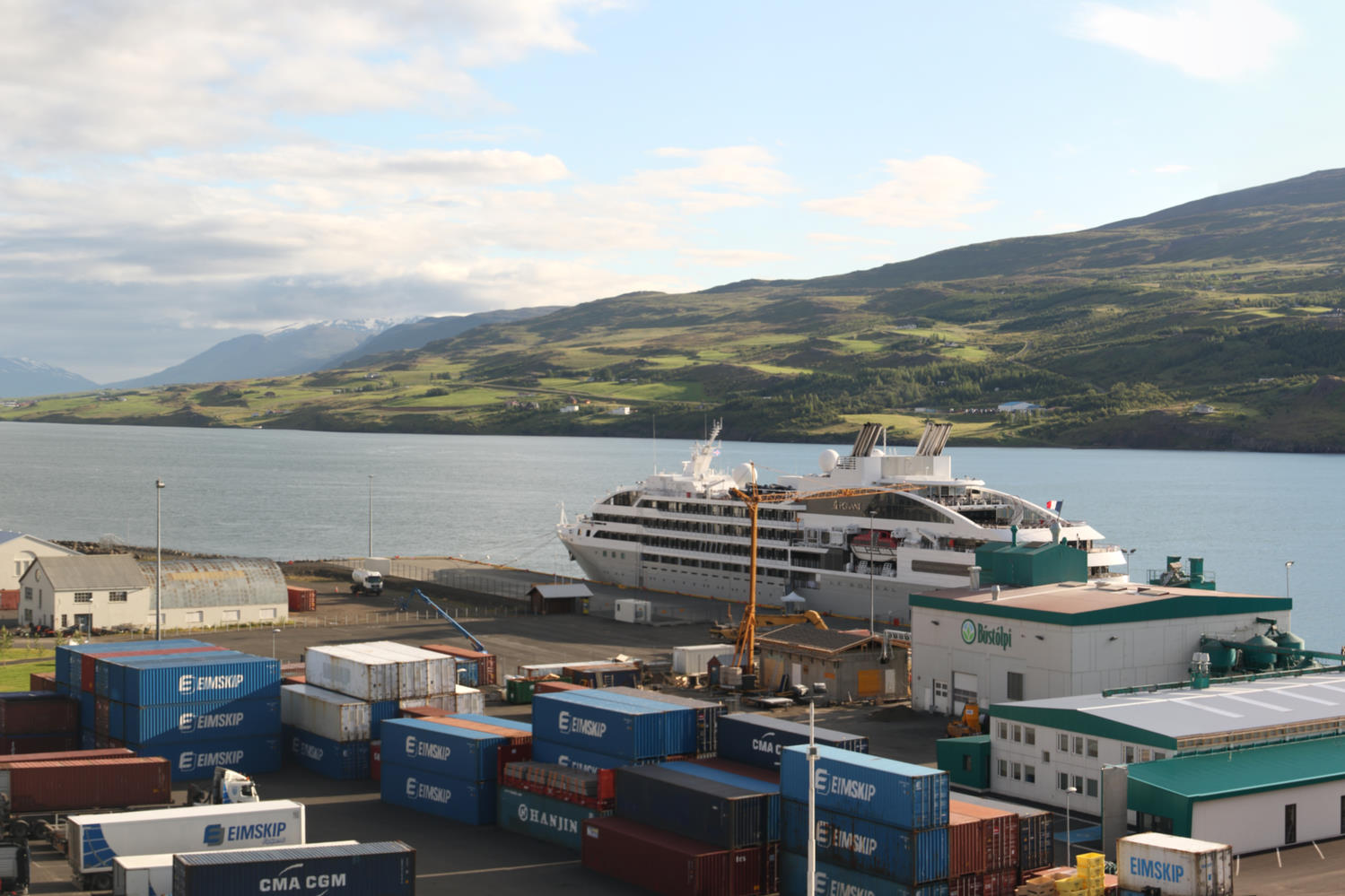
Fracht- und Kreuzfahrtterminal
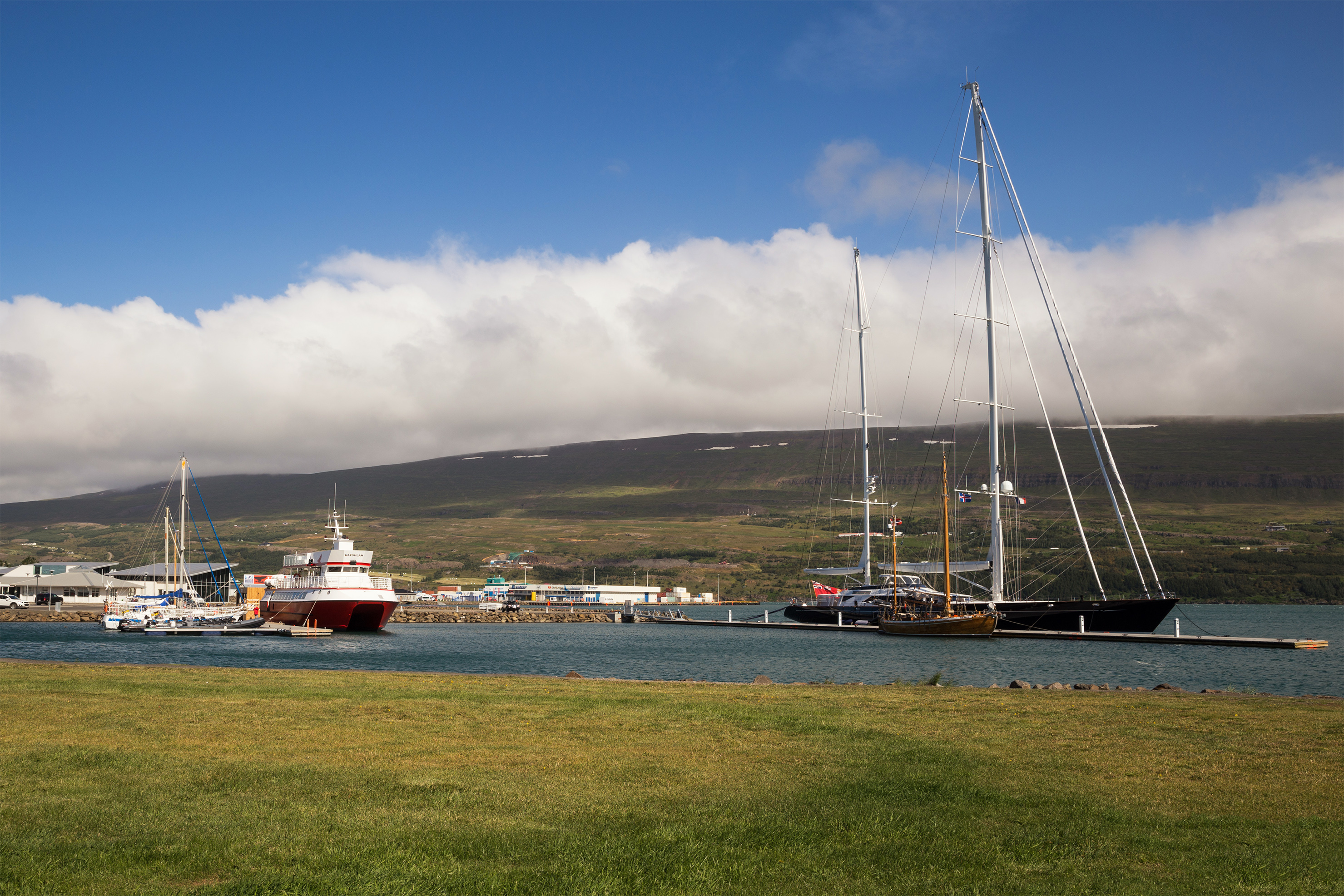
Yachthafen von Akureyri
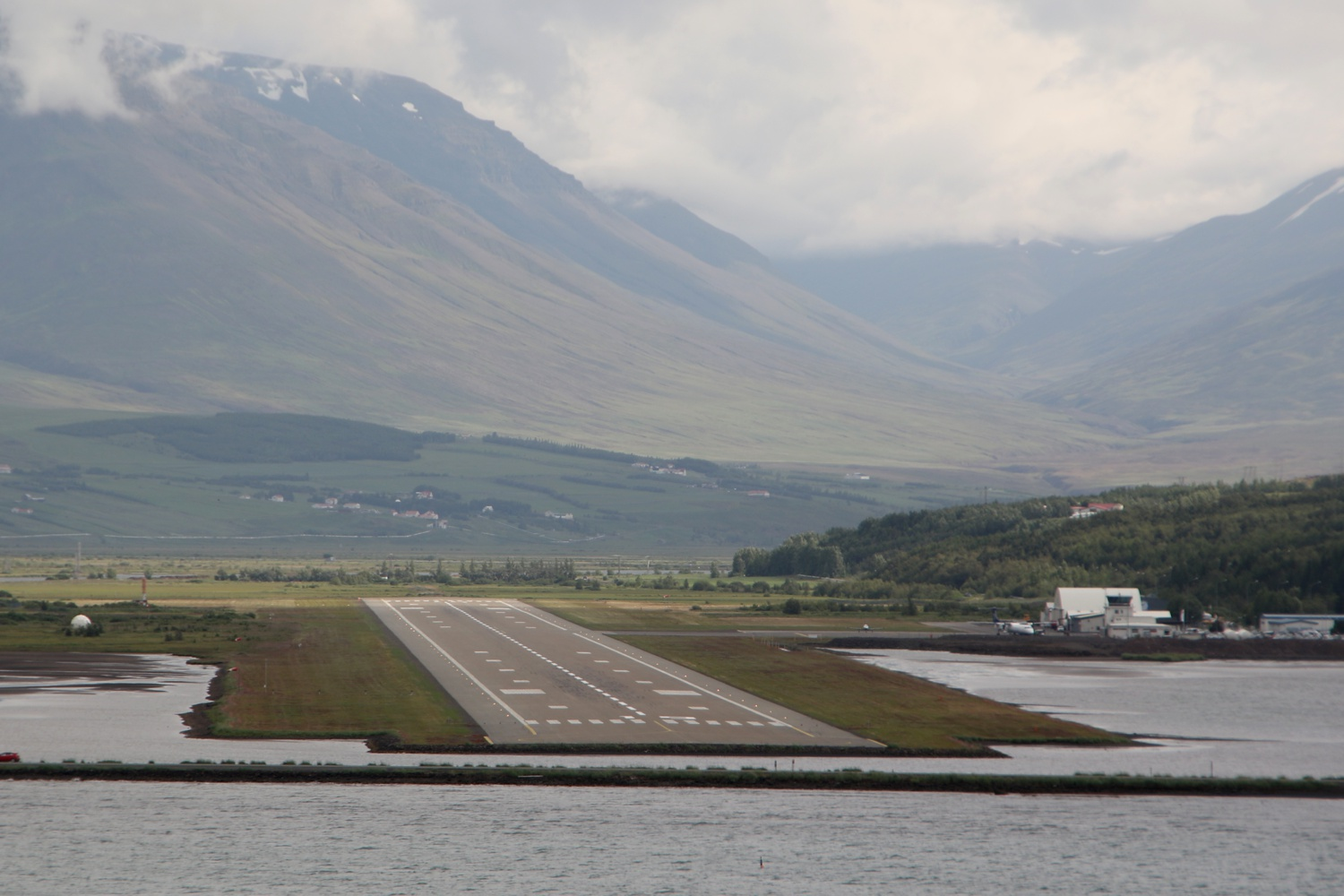
Start- und Landebahn des Flughafens
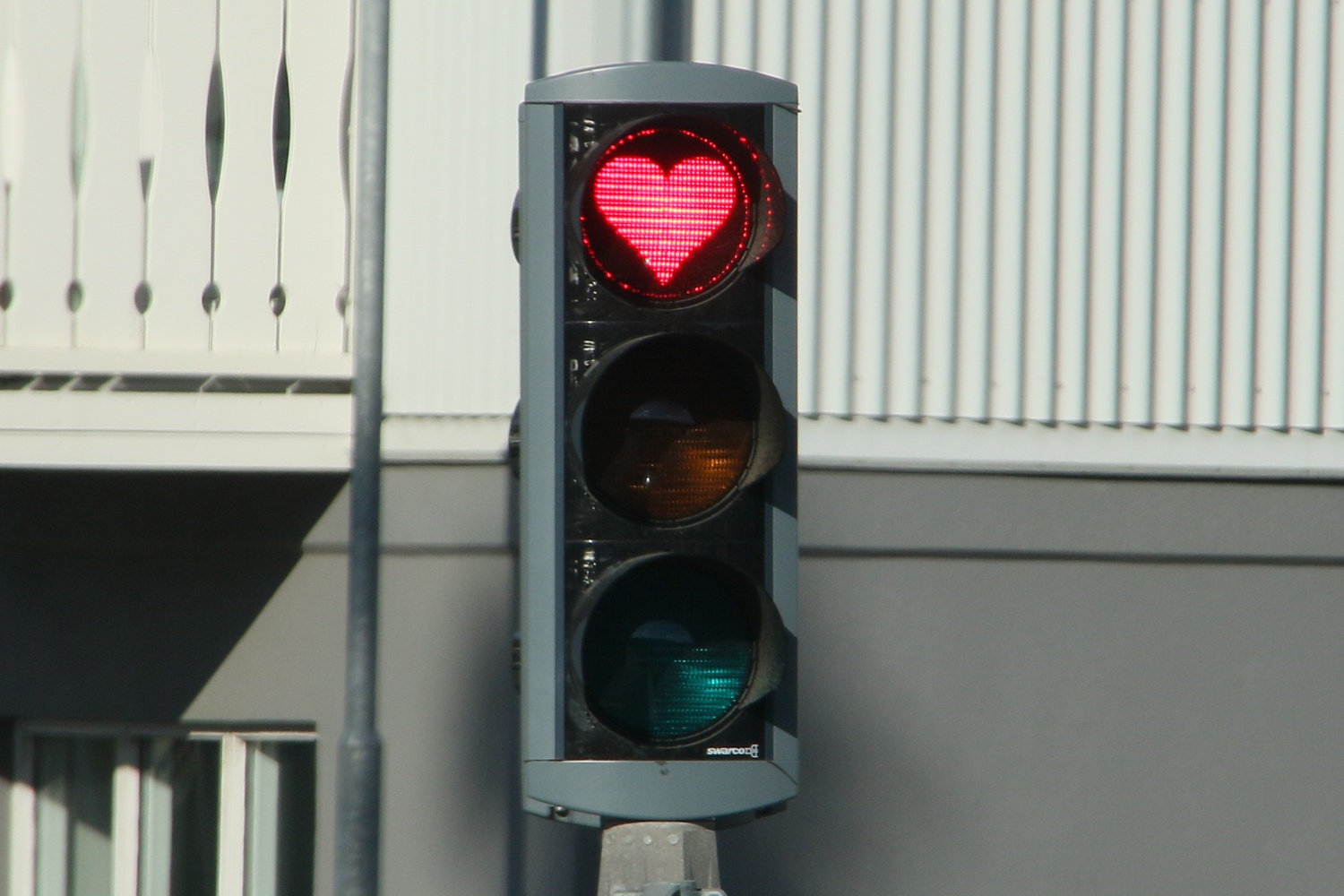
Ampel mit Rotlicht in Herzform

## Kultur

### Bildung

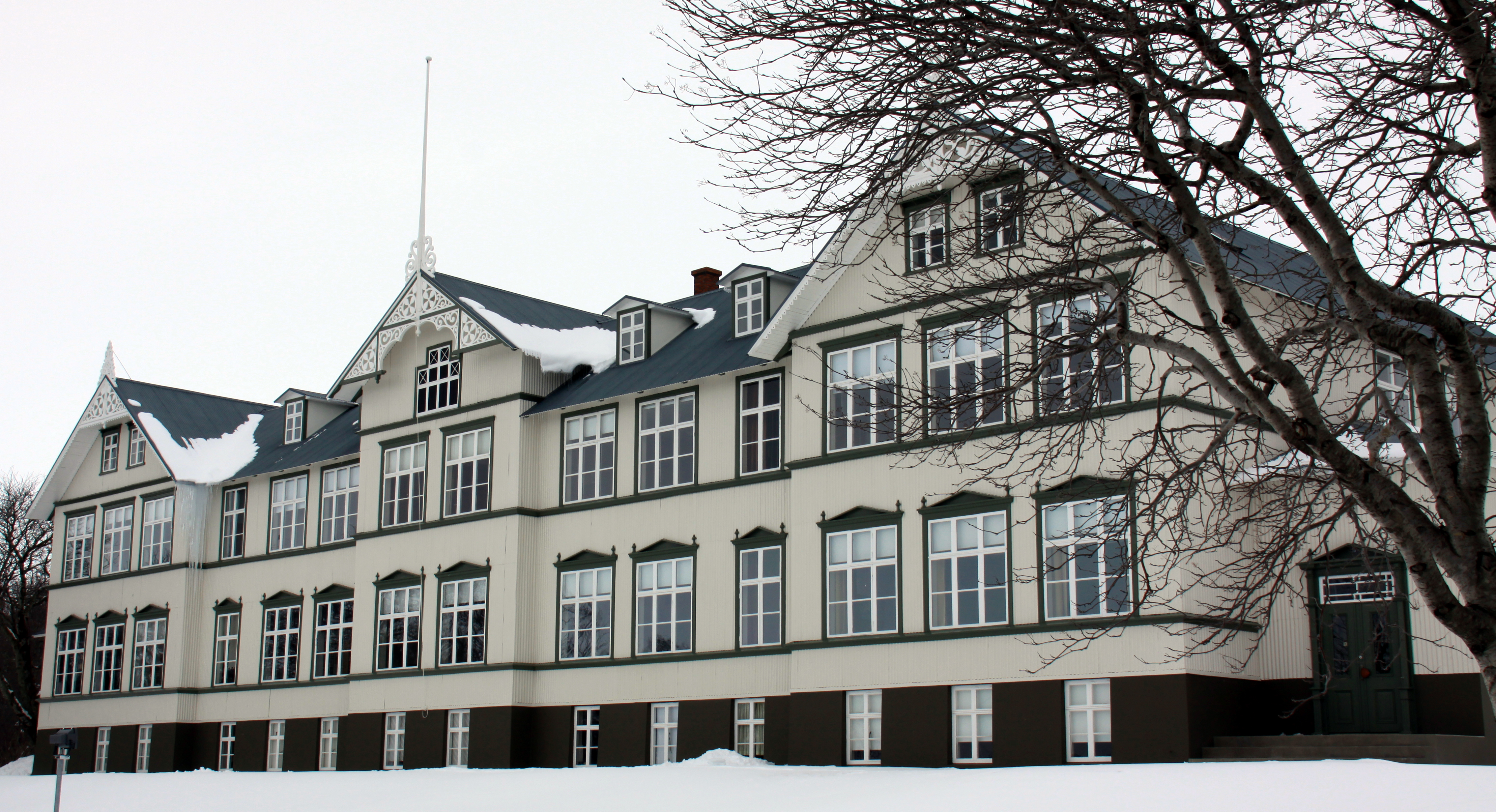
Die Gamli Skóli, das alte Gebäude der Menntaskólinn við Akureyri

Akureyri verfügt über zahlreiche Schulen und seit 1987 über eine Universität.
Das alte Gebäude der Menntaskólinn bzw. des Gymnasiums wurde vom Architekten Guðjón Samúelsson entworfen und ist die älteste Schule der Stadt aus dem Jahr 1880.

### Sehenswürdigkeiten
Akureyrarkirkja
Das Bild der Stadtmitte von Akureyri ist stark durch die Evangelisch-Lutherische Kirche oberhalb der Stadtmitte geprägt. Die Kirche wird schlicht als Akureyrarkirkja („Akureyris Kirche“) bezeichnet. Sie wurde von dem isländischen Architekten Guðjón Samúelsson entworfen und am 17. November 1940 eingeweiht. Auf den ersten Entwürfen des Architekten wurde die Kirche als Matthias-Kirche bezeichnet, wahrscheinlich zu Ehren von Matthías Jochumsson, der beliebter Pastor und Dichter in Akureyri war. Dieser Name hat sich jedoch nicht durchgesetzt.
Bemerkenswert im hellen und freundlichen Inneren der Kirche sind Reliefs von Ásmundur Sveinsson an der Empore. Die große Orgel mit 49 Registern auf drei Manualen und Pedal (Orgel) wurde 1961 vom Orgelbau-Unternehmen G. F. Steinmeyer & Co. in Oettingen in Bayern hergestellt und 1995 durch P. Bruhn & Søn Orgelbyggeri umgebaut. Daneben besitzt die Kirche eine separate Chororgel mit fünf Registern auf einem Manual, erbaut 1988 von Tómasson. Außerdem kann die Kirche bemerkenswerte Glasfenster vorweisen, die Szenen aus der isländischen Kirchengeschichte zeigen, wie eine Szene, in der bei der Christianisierung im Jahre 1000 Götterbilder in den danach benannten Wasserfall Goðafoss geworfen werden. Lange Zeit, bis zum Jahr 2013, wurde geglaubt, dass eines der älteren Fenster aus der im Zweiten Weltkrieg zerstörten Kathedrale von Coventry in England stammt. Auch kann man in der Kirche ein an der Decke befestigtes Miniatursegelschiff betrachten.
Glerárkirkja

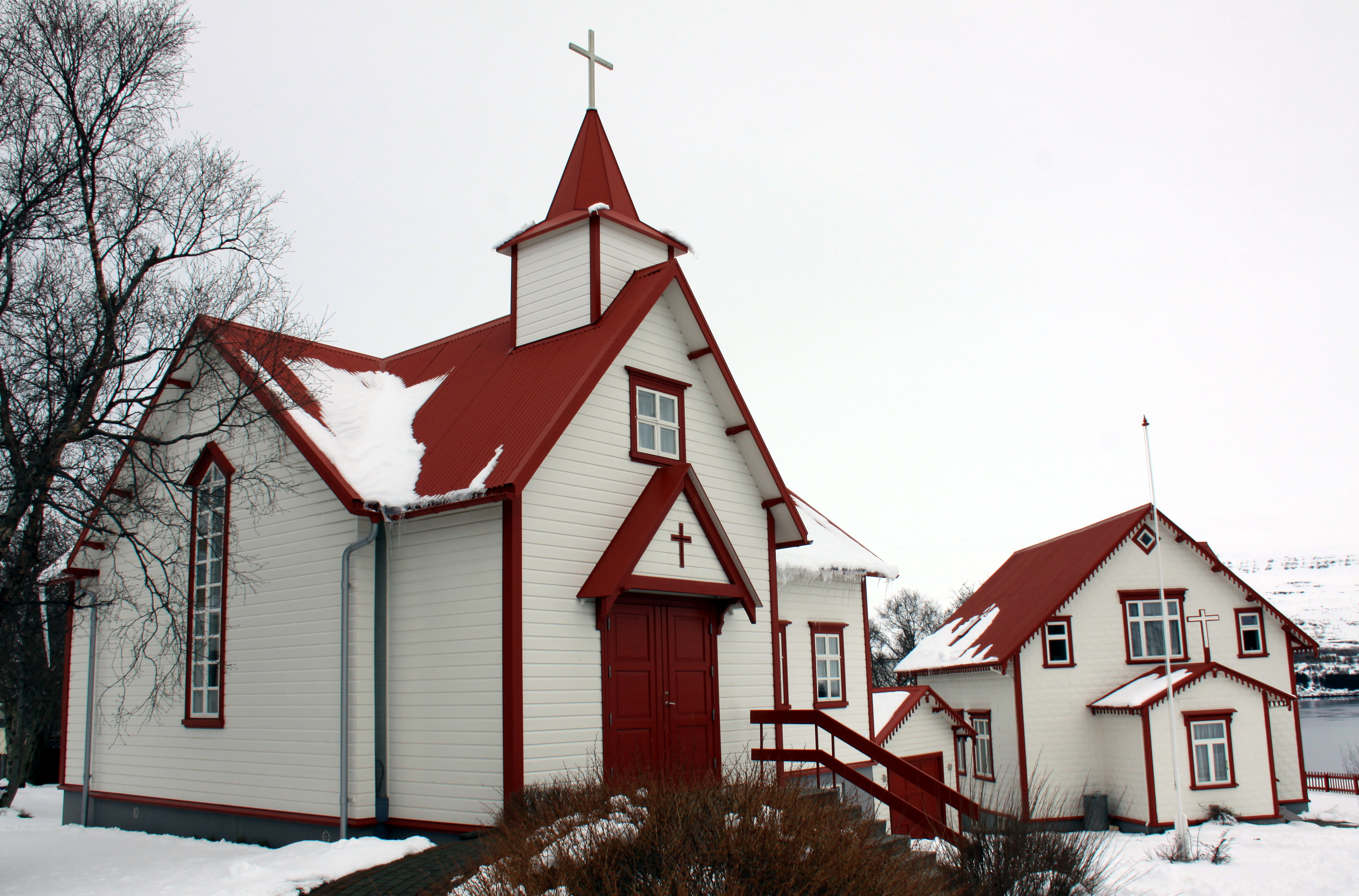
Péturskirkjan, die katholische Kirche in Akureyri

Im Stadtteil Glerárhverfi steht die Glerárkirkja, die vom Architekten Svanur Eiríksson entworfen wurde. Wie die Akureyrarkirkja gehört auch sie der Evangelisch-Lutherischen Kirche in Island. Am 15. Februar 1987 wurde der erste Teil der Kirche eingeweiht, und fünf Jahre später, im Dezember 1992, das große Kirchenschiff. Die Kirche zeichnet sich durch eine moderne Bauweise und farbenreiche Glasfenster des Künstlers Leifur Breiðfjörð aus. Zu der Gemeinde gehört auch eine kleine Holzkirche oberhalb der Stadt, Lögmannshlíðarkirkja genannt.
Weitere Kirchen und Gebetshäuser
In Akureyri befindet sich auch eine Katholische Kirche, St. Peter (Peturskirkja), die von 1998 bis 2000 durch den Umbau eines Wohnhauses entstand, das die Kirche 1954 erworben hatte. Der Bischof von Reykjavík, Jóhannes Gijsen, weihte sie am 3. Juni 2000. Ferner gibt es in Akureyri eine Kirche der Pfingstgemeinde sowie Gebetshäuser der Heilsarmee und der Plymouth-Brüder (Sjónarhæðarsöfnuður).
Nonnahús und andere Dichterwohnungen

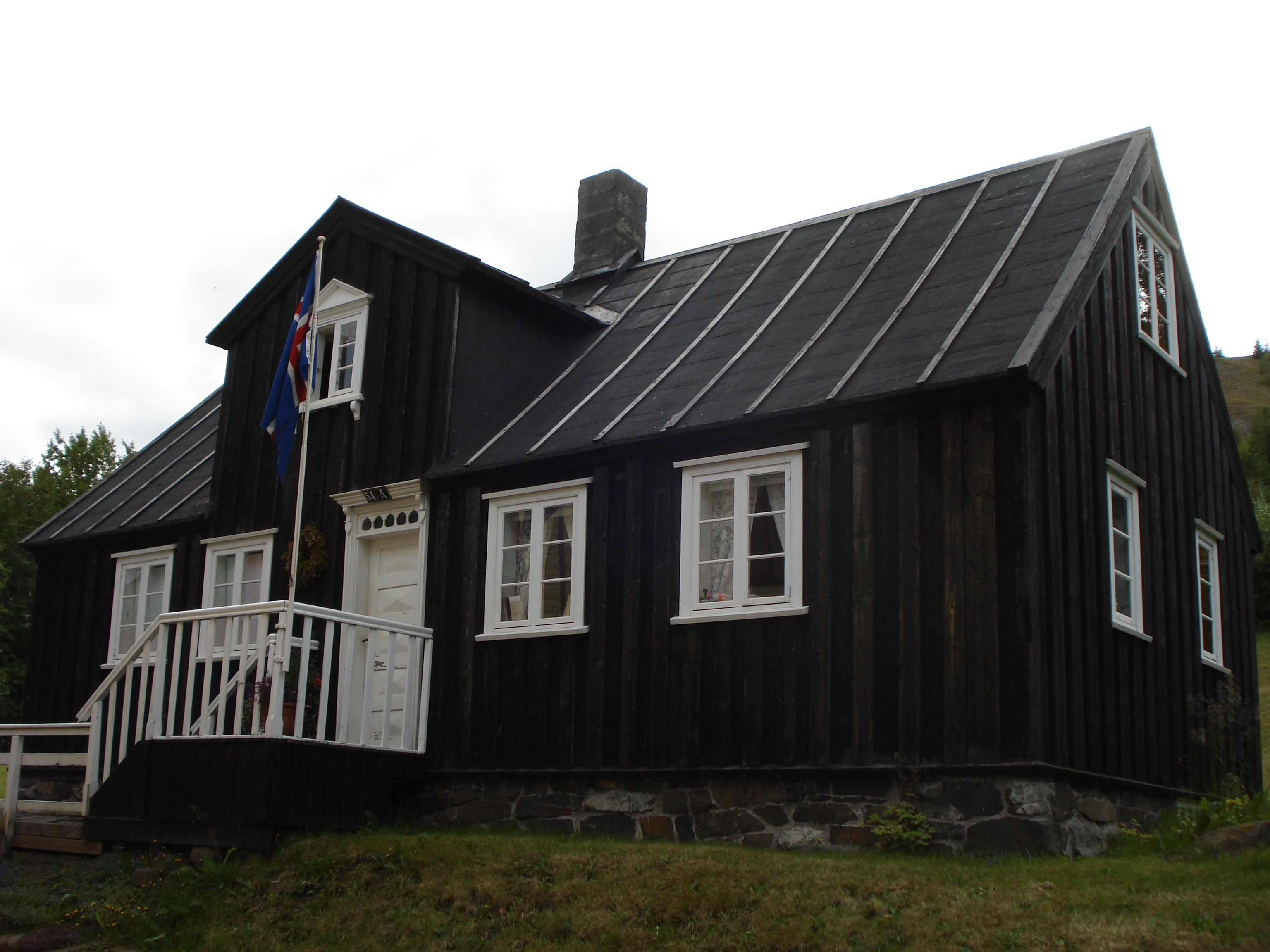
Nonnahús

- Nonnahús: In diesem Haus im dänischen Stil lebte der berühmte Jesuit und Kinderbuchautor Jón Sveinsson (1857–1944). Er schrieb die Serie von Romanen um den isländischen Jungen Nonni, der in die Welt hinausreist. Das Haus ist als Museum eingerichtet, mit Möbeln des 19. Jahrhunderts und persönlichen Gegenständen des Autors.
- Sigurhæðir (dt. die Siegeshöhen): Das Haus des Poeten Matthías Jochumsson, Dichters u. a. der isländischen Nationalhymne, ist ebenfalls ein Museum.
- Davíðshús: Auch das Haus des Schriftstellers und Bibliothekars Davíð Stefánsson kann besichtigt werden.

### Museen
- Kunstmuseum Akureyri (Listasafnið á Akureyrari): Das Museum, eine ehemalige Molkerei, ist ein Beispiel für den isländischen Bauhausstil und beherbergt wechselnde Ausstellungen vor allem moderner Kunst. Seit 2006 ist das 1993 gründete Museum Ort der Preisverleihungen für den Isländischen Visual Arts Award.
- Heimatmuseum (Minjasafn Akureyrar): Das Museum in der Villa Kirkjuhvoll präsentiert Gegenstände, Fotos und Manuskripte zur Geschichte von Akureyri und des Eyjafjörður.
- Naturkundemuseum (Náttúrufræðistofnun Norðurlands): Es zeigt vor allem Tiere und Pflanzen der Gegend.
- Das Transportmuseum am Flughafen. Es hat eine reiche Auswahl verschiedener Flugmaschinen, Autos und anderer Verkehrsmittel.

### Botanischer Garten (Lystigarður Akureyrar)
Der Garten liegt hoch über dem Fjord noch oberhalb der Akureyrarkirkja im Südwesten der Stadt. Zu sehen sind dort über 6000 fremde Arten von Blumen, Bäumen und anderen Gewächsen sowie etwa 400 einheimische Arten. Im Prinzip ist er ganzjährig etwa von Sonnenauf- bis -untergang geöffnet.

### Akureyri in Literatur und Musik
Die Stadt Akureyri ist neben Reykjavík der Haupthandlungsort des Romans Tödliche Intrige von Arnaldur Indriðason. Der Titel der isländischen Originalausgabe ist Bettý. In Akureyri – zu Beginn des 20. Jahrhunderts – spielen Teile der Handlung des Romans Die Eismalerin von Kristín Marja Baldursdóttir.
Im Tim-und-Struppi-Band „Der geheimnisvolle Stern“ fährt das Schiff Aurora den Hafen an, um dort Treibstoff zu tanken. Der Treibstoff wird der Mannschaft verwehrt, aber sie kommt durch einen Trick letztlich doch zum Tanken und kann nach einem Tag weiter gen Norden fahren.
Das Lied Leuchten der Band Kantine bezieht sich auf die Stadt Akureyri.

### Sport
Bekannte Sportvereine sind Þór Akureyri und KA Akureyri sowie der isländische Eishockey-Rekordmeister Skautafélag Akureyrar.

## Städtepartnerschaften
- Ålesund, Norwegen
- Lahti, Finnland
- Randers, Dänemark
- Västerås, Schweden
- Gimli, Kanada
- Narsaq, Grönland
- Vágur, Färöer

Innerhalb Islands besteht eine Städtepartnerschaft mit Hafnarfjörður.

## Söhne und Töchter der Stadt
- Matthías Jochumsson (1835–1920), Lyriker; Textautor der Isländischen Nationalhymne
- Jón Sveinsson (1857–1944), Schriftsteller
- Jóhannes á Borg (1883–1968), Ringer, Zirkuskünstler und Hotelier
- Davíð Stefánsson (1895–1964), Lyriker
- Björn Bjarman (1923–2005), Autor
- Sigurður Helgason (1927–2023), Mathematiker
- Ivar Sigmundsson (* 1942), Skirennläufer
- Arnar Jónsson (* 1943), Schauspieler
- Reynir Brynjólfsson (* 1945), Skirennläufer
- Árni Óðinsson (* 1950), Skirennläufer
- Ólafur Friðrik Magnússon (* 1952), Politiker
- Haukur Jóhannsson (* 1953), Skirennläufer
- Hörður Áskelsson (* 1953), Organist und Chorleiter
- Tómas Leifsson (* 1953), Skirennläufer
- Viktor Arnar Ingólfsson (* 1955), Schriftsteller
- Jórunn Ragnarsdóttir (* 1957), Architektin und Partnerin im Büro Lederer+Ragnarsdóttir+Oei
- Alfreð Gíslason (* 1959), Handballspieler und -trainer
- Sigmundur Ernir Rúnarsson (* 1961), Journalist, Schriftsteller und Politiker
- Nanna Leifsdóttir (* 1963), Skirennläuferin
- Anna Kolbrún Árnadóttir (1970–2023), Politikerin
- Þórarinn Ingi Pétursson (* 1972), Politiker
- Rúnar Sigtryggsson (* 1972), Handballspieler und -trainer
- Heiðar Helguson (* 1977), Fußballspieler
- Kristinn Magnússon (* 1981), Skirennläufer
- Sveinn Dúa Hjörleifsson (* 1984), Opernsänger
- Árni Þór Sigtryggsson (* 1985), Handballspieler
- Arnór Þór Gunnarsson (* 1987), Handballspieler
- Eiki Helgason (* 1987), Profi-Snowboarder
- Birkir Bjarnason (* 1988), Fußballspieler
- Aron Gunnarsson (* 1989), Fußballspieler
- Halldór Helgason (* 1991), Profi-Snowboarder
- Glódís Viggósdóttir (* 1995), Fußballspielerin
- Helga María Vilhjálmsdóttir (* 1995), Skirennläuferin
- Sandra Jessen (* 1995), Fußballspielerin
- Tryggvi Hlinason (* 1997), Basketballspieler
- Aldís Ásta Heimisdóttir (* 1999), Handballspielerin
- Baldvin Magnússon (* 1999), Leichtathlet
- Halldór Skúlason (* 2000), Eishockeyspieler
- Gunnar Arason (* 2001), Eishockeyspieler
- Andri Már Rúnarsson (* 2002), Handballspieler
- Atli Sveinsson (* 2002), Eishockeyspieler